# تحديد مرحلة سرطان الرئة
تحديد مرحلة سرطان الرئة، هو العملية التي تقيم مدى انتشار السرطان من مصدره الأصلي. يعتبر التصنيف المرحلي لسرطان الرئة عامل مهم في العلاج والتشخيص حاله حال معظم أنواع السرطان الأخرى. وبشكل عام، يسوء الإنذار ويقل احتمال الشفاء مع تقدم المرحلة.
يستخدم الأطباء نظام تصنيف TNM لتقييم سرطان الرئة غير صغير الخلايا بشكل مبدئي. يعتمد هذا التصنيف على حجم الورم الأساسي ومدى مشاركة العقدة اللمفاوية ووجود نقائل بعيدة. يسمح استخدام هذا النظام  بتصنيف السرطان غير معروف المصدر ضمن مجموعات وفق المراحل التالية بالترتيب: المرحلة 0- IA - IB- IIA- IIB- IIIA- -IIIB IV. يساعد هذا النظام في اختيار العلاج والتنبؤ بسير المرض.
تعتمد أنظمة تحديد المرحلة على عدة إجراءات طبية متوغلة وغير متوغلة. تتضمن الأولى استخدام وسائل التصوير الطبي للرئتين كالتصوير المقطعي المحوسب والتصوير المقطعي بالإصدار البوزيتروني، بينما تتضمن الثانية الخزعة والجراحة. توفر التقنيات المتوغلة معلومات إضافية لأنها تمكننا من رؤية الخلايا السرطانية تحت المجهر (وبذلك نستبعد الأسباب التي تضخم الأنسجة -كالإنتان مثلًا) وتسمح لنا بتحديد نوع السرطان ودرجته.
يمكن تصنيف الموضوع إلى سريري ومرضي/جراحي. يستخدم تحديد المرحلة السريري قبل تنفيذ الجراحة العلاجية الشافية، ويعتمد على نتائج الدراسات التصويرية (كالتصوير المقطعي المحوسب) ونتائج الخزعة (أي يتطلب تحديد المرحلة السريري نتائج الخزعة التي تعتبر إجراء متوغل). يستخدم مصطلحا تحديد المرحلة المرضي والجراحي بشكل مترادف. يعتمد هذا النظام على نتائج الخزعات غير الجراحية إضافةً إلى نتائج العينات المأخوذة خلال الجراحة أو بعدها. يتضمن التقييم الجراحي أخذ عينات من العقد اللمفاوية في الصدر. وبناءً على ذلك، تتحدد المرحلة المرضية بالاعتماد على النتائج السريرية والجراحية مجتمعة.

## سرطان الرئة
يبلغ عدد الوفيات السنوي الناجم عن سرطان الرئة 1.3 مليون حالة في جميع أنحاء العالم، وهو السبب الأول للوفاة الناجمة عن السرطان لدى الرجال والثاني لدى النساء. يعتبر التعرض طويل الأمد لدخان التبغ السبب الأشيع لسرطان الرئة. يمثل سرطان الرئة لدى غير المدخنين نحو 15٪ من الحالات، ويعزى السبب في هذه الحالات إلى العوامل الوراثية والتعرض لغاز الرادون والأسبست وتلوث الهواء. تضم الأنواع الرئيسية لسرطان الرئة ما يلي: سرطانة الرئة غير صغيرة الخلايا والسرطان صغير الخلايا. يختلف النوعان من الناحية النسيجية والعلاجية؛ إذ تعالج سرطانة الرئة غير صغيرة الخلايا بالجراحة -إن كان ذلك ممكنًا، بينما تخضع الحالات المصابة بالسرطان صغير الخلايا للعلاج الكيميائي والإشعاعي.
يعتمد تشخيص سرطان الرئة على التصوير الشعاعي والتصوير المقطعي المحوسب للصدر، ومن ثم تجرى الخزعة لتأكيد التشخيص. تؤخذ الخزعة عادةً عن طريق تنظير القصبات وقد يعتمد الأطباء على التصوير المقطعي المحوسب لأخذها في حالات معينة. يعتمد العلاج والتشخيص على النوع النسيجي للسرطان ومرحلته والحالة العامة للمريض. تشمل الخيارات العلاجية الجراحة والعلاج الكيميائي والعلاج الإشعاعي.

## نمط تقدم المرض
يصيب السرطان أجزاء مختلفة من الرئة، ومنها سينتشر وفق نمط يمكن التنبؤ به إلى حد ما. ينتقل سرطان الرئة أولًا إلى العقد اللمفاوية القريبة، ثم إلى العقد اللمفاوية البعيدة الموجودة بين الرئتين ضمن منطقة تدعى المنصف في نفس جانب الورم الأصلي عادةً. يصبح السرطان غير قابل للاستئصال الجراحي بمجرد عبوره الخط الناصف. قد ينتشر سرطان الرئة أيضًا إلى الأعضاء البعيدة كالكبد أو الغدد الكظرية، وعندها يصبح بالمرحلة الرابعة الأكثر تقدمًا.

## مراحل تطور السرطان
تحديد مرحلة السرطان، هي العملية التي تحدد مكان السرطان ومدى انتشاره في الجسم. تعتبر هذه العملية شديدة الأهمية في سرطان الرئة بسبب اعتماد الخيارات العلاجية إلى حد كبير على مرحلة المرض. وبشكل عام، تعتبر عملية اختيار العلاج الأنسب معقدة للغاية، حتى بالنسبة للأطباء الخبراء في المجال. تهدف عملية تحديد المرحلة إلى وصف مدى انتشار السرطان وإلى جمع الحالات التي تملك نفس الإنذار والعلاج.
يمكن تحديد مرحلة السرطان قبل الجراحة بالاعتماد على التصوير بالأشعة السينية والتنظير بالموجات فوق الصوتية مثلًا، ويطلق على ذلك مصطلح تحديد المرحلة السريري، بينما يطلق مصطلح تحديد المرحلة المرضي على المعلومات التي تقدمها الجراحة إضافةً إلى ما سبق.
يعتمد تحديد المرحلة السريري على نتائج التصوير والخزعات، أو على المعلومات التي تقدمها الإجراءات غير المتوغلة (كوسائل التصوير الشعاعية) والمتوغلة (كأخذ الخزعات).
يعتبر تحديد المرحلة المرضي أكثر دقة من السريري. مع ذلك، يلجأ الأطباء إلى تحديد المرحلة السريري أولًا وقد يعتمدون في بعض الأحيان عليه وحده؛ ففي حال كانت المرحلة السريرية IIIB أو IV، لن تكون الجراحة مفيدة ولن نحصل على المعلومات اللازمة لتحديد المرحلة المرضي (كما ينبغي).
تؤخذ الخزعات في سرطان الرئة لسببين مختلفين:
- التشخيص: يلجأ الأطباء للخزعة لمعرفة ما إذا كان الشذوذ الذي يظهر في صور الصدر بالأشعة السينية أو الأشعة المقطعية هو بالفعل سرطان رئة. تساعد الخزعة كذلك في تحديد النمط النسيجي للسرطان المكتشف (صغير أو غير صغير الخلايا).
- تحديد المرحلة: لمعرفة ما إذا غزى السرطان بنى أخرى في الجسم -كالعقد اللمفاوية في المنصف مثلًا.

يمكن في كثير من الأحيان الحصول على معلومات تفيد في التشخيص وفي تحديد المرحلة عبر إجراء واحد.
يوجد الكثير من الطرق المتاحة لتحديد المرحلة، ولكن يملك كل منها مزايا وعيوب مختلفة. تدرس العديد من مراكز علاج السرطان الحالات المشخصة حديثًا في مجلس أورام متعدد التخصصات لمناقشة المزايا النسبية للطرق المتاحة واتخاذ قرار نهائي بالإجماع. يضم المجلس عادةً أطباء أشعة وأورام وأمراض رئة وباثولوجيا وجراحة وأخصائيي تنظير بالموجات فوق الصوتية.

### نظام تصنيف TNM
نظام تصنيف TNM لسرطان الرئة هو:
- يشير الحرف الأول لكلمة ورم باللغة الإنجليزية (Tumor):
  - T1a: يكون البعد الأعظم للورم الأساسي أقل أو يساوي 1 سم.
  - T1b: يكون الورم الأساسي > 1سم ولكن أكبر بعد ≤ 2 سم.
  - T1c: يكون الورم الأساسي > 2 سم ولكن أكبر بعد ≤ 3 سم.
  - T2a: يكون الورم الأساسي > 3 سم ولكن أكبر بعد  ≤ 5 سم.
  - T2b: يكون الورم الأساسي >  سم5 ولكن أكبر بعد ≤ 7 سم.
  - T3size: يكون حجم الورم الأساسي أكبر من 7 سم.
  - T3inv: عندما يغزو الورم الأساسي جدار الصدر أو الحجاب الحاجز أو العصب الحجابي أو غشاء الجنب المنصفي أو التامور.
  - T3centr: عندما يكون بعد الورم الأساسي عن الجؤجؤ أقل من 2 سم أو عند انخماص كامل الرئة.
  - T3satell: عند وجود عقيدات ورمية منفصلة في نفس الفص الرئوي.
  - T4inv: عندما يغزو الورم القلب أو الأوعية الدموية الكبيرة أو الرغامى أو العصب الحنجري الراجع أو المريء أو العمود الفقري.
  - T4ipsi: عند وجود ورم من أي حجم مع عقيدات ورمية إضافية في فص مختلف على نفس الجانب.
- يشير الحرف الثاني إلى لكلمة عقد في اللغة الإنجليزية (Nodes)، ويقصد بها العقد اللمفاوية:
  - N1: انتقالات للعقد اللمفاوية الرئوية أو السُرية بنفس الجانب.
  - N2: انتقالات للعقد اللمفاوية المنصفية/ تحت الجؤجؤية بنفس الجانب.